# Songs of Innocence and of Experience

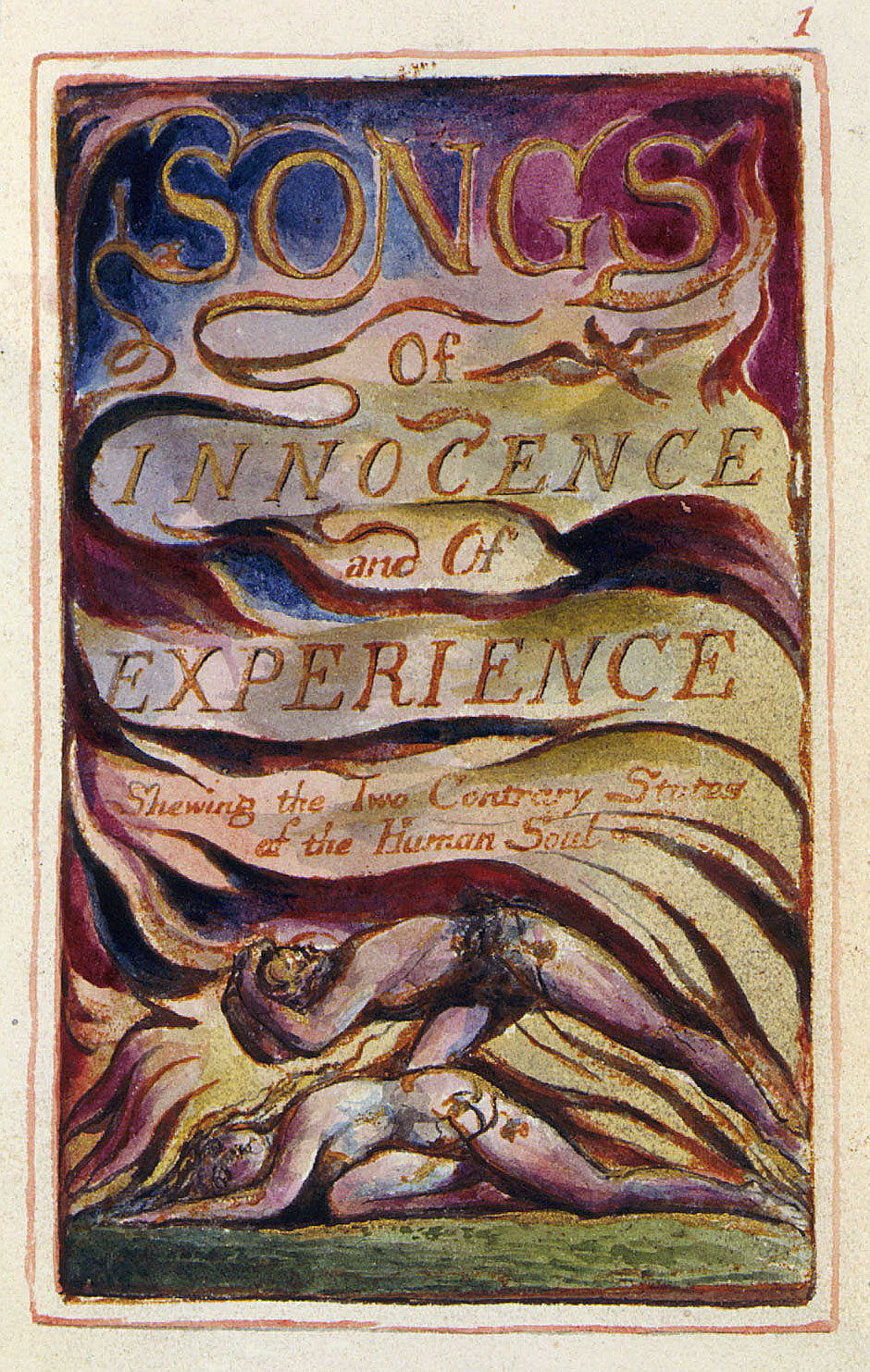
Iluminura da capa de Canções da inocência e da Experiência Revelando os Dois Estados Contrários da Alma Humana.

Canções da Inocência e da Experiência (Songs of Innocence and of Experience, no original) é uma coleção de poemas ilustrados de William Blake. Apareceu em duas fases. Algumas das primeiras cópias foram impressas e iluminadas pelo próprio Blake em 1789; cinco anos depois uniu estes poemas a um conjunto de novos poemas num volume intitulado Songs of Innocence and of Experience Showing the Two Contrary States of the Human Soul (Canções da inocência e da Experiência Revelando os Dois Estados Contrários da Alma Humana).
A "Inocência" e a "Experiência" são definições da consciência que repensam os estados de condição mítica existencial de John Milton em "Paradise" e "Fall". Frequentemente, as interpretações dessa coleção se concentram em um dualismo mítico, em que "Inocência" representa o "mundo não caído" e "Experiência" representa o "mundo caído". A categorização de Blake são modos de percepção que tendem a coordenar-se com uma cronologia que se tornaria padrão no Romantismo: a infância é uma época e um estado de "inocência" protegida, ao invés do pecado original, mas não imune ao mundo decadente e às suas normas. Por vezes, este mundo atinge a própria infância e passa então a ser conhecido através da "experiência", ou seja, o estado de ser marcado pela perda da vitalidade da infância, pelo medo e pela inibição, pela corrupção social e política e pela opressão diversa da Igreja, Estado e classes dominantes. Os "estados contrários" do volume são às vezes assinalados através de títulos repetidos ou contrastados: em Inocência, "Infant Joy", em Experiência, "Infant Sorrow"; em Inocência, "The Lamb", em Experiência, "The Fly" e "The Tyger". A simplicidade gritante de poemas como "The Chimney Sweeper" e "The Little Black Boy" mostram a sensibilidade aguda de Blake às realidades da pobreza e exploração que acompanharam os "moinhos satânicos" da Revolução Industrial.